# Dominique Salhorgne

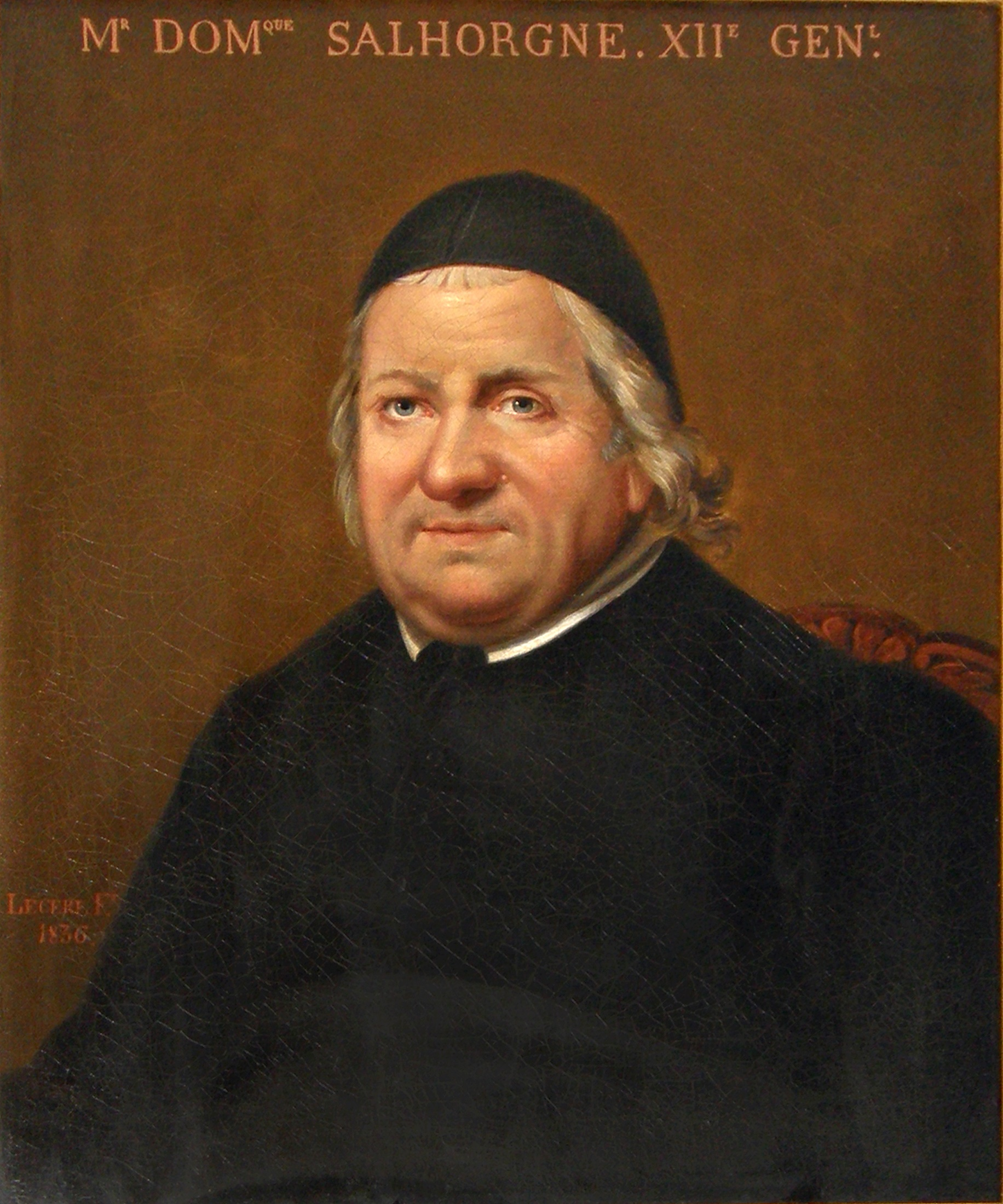
Pater Dominique Salhorgne

Dominique Salhorgne (* 4. September 1757 in Toul; † 25. Mai 1836 in Paris) war ein katholischer Priester, Lazaristenpater, Generalsuperior seines Ordens und ordentlicher Professor für Theologie an der Universität Heidelberg.

## Geschichtlicher Hintergrund
Am 21. August 1773 hatte Papst Clemens XIV. mit der Bulle Dominus ac redemptor noster den Jesuitenorden aufgehoben. Da er in der Kurpfalz sehr verdienstvoll in der Seelsorge wirkte, Lehrstühle an der Heidelberger Universität innehatte, mehrere Lateinschulen und die Sternwarte Mannheim betrieb, suchte Kurfürst Karl Theodor nach einer Kongregation, die seine Nachfolge antreten sollte. Hierbei entschied er sich für den von St. Vinzenz von Paul gegründeten Lazaristenorden. Zum 7. November 1781 verfügte Kurfürst Karl Theodor, auf Empfehlung seines Hofkaplans Nicolas Maillot de la Treille, die Einführung dieser Gemeinschaft in der Kurpfalz und übertrug ihr sämtliche Besitztümer und Rechte der bisherigen Jesuiten. Als ersten hiesigen Provinzial ernannte er einen Sohn seines Landes, Pater Johann Wilhelm Theobald. Nachdem in Frankreich die Kongregation bereits durch die Revolutionsereignisse zerschlagen worden war, starb 1793 der letzte kurpfälzische Lazaristensuperior Pierre Antoine Saligot (1749–1793) und auch dieser Ordenszweig ging unter. Erst 1827 konnte wieder ein Generaloberer des Ordens gewählt werden, dessen direkter Nachfolger Salhorgne wurde.

## Leben und Wirken

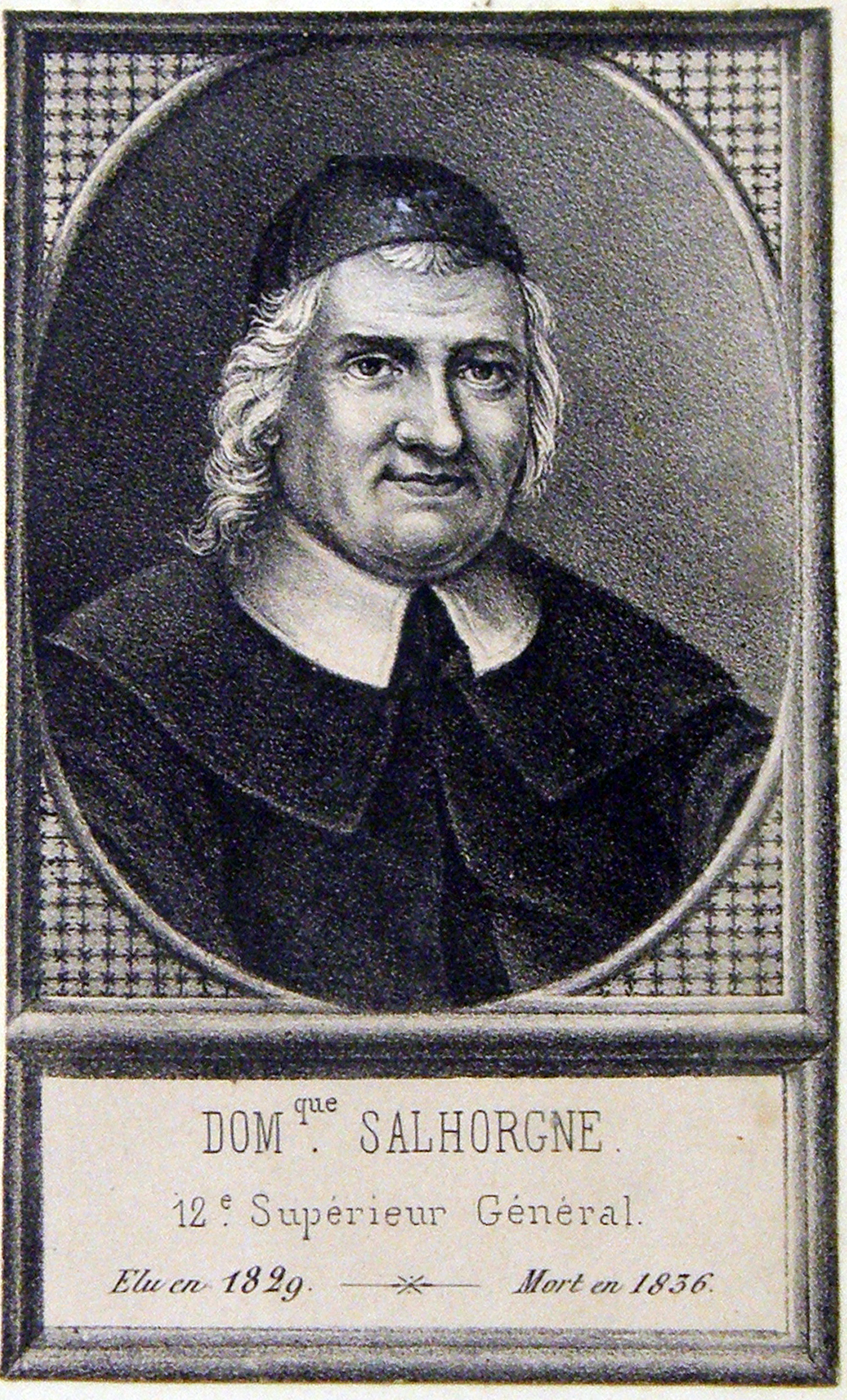
Dominique Salhorgne

Dominique Salhorgne stammte aus Toul in Lothringen und trat am 27. Oktober 1772, in Paris, den Lazaristen bei. 1775 legte er seine Profess ab. Nach Beendigung der theologischen Studien sandte man ihn nach Chartres um Philosophie zu unterrichten. 1780 empfing er die Priesterweihe und war danach weiterhin an Schulen seines Ordens tätig.
Am 21. April 1784 berief man ihn, für den verstorbenen Ludwig Rompell, als Professor der Moraltheologie an die Universität Heidelberg. Diese Funktion hatte Salhorgne bis 1786 inne; 1787 bis 1790 lehrte er am Seminar von Saintes.
1793 musste der Priester aus Frankreich fliehen. Er kehrte zunächst nach Heidelberg zurück und hielt sich bis 1802 in Deutschland auf. Seinen Lebensunterhalt bestritt er durch Unterricht, wobei er bis nach Sachsen kam.
Im Oktober 1802 ging Dominique Salhorgne in seine Heimat zurück und übernahm eine Pfarrei in Toul. Dann versetzte man ihn in die Diözese Nancy, wo er bis 1814 blieb. Schließlich berief ihn Erzbischof Jean-Baptiste du Chilleau an das Große Seminar von Tours und er wirkte hier von 1814 bis 1827; seit 1824 fungierte er auch als Generalvikar des Erzbistums.
Ab 1827 amtierte in der Person von Pierre-Joseph Dewailly wieder ein Ordensgeneral der Lazaristen und Dominique Salhorgne kehrte auf dessen Wunsch hin in den Dienst seiner Kongregation zurück. Man bestimmte ihn zum Direktor und Leiter des weiblichen Ordenszweiges, der Töchter der christlichen Liebe.
1829 wählte man ihn zum Generalsuperior des Gesamtordens, welche Funktion er bis 1835 bekleidete. In jenem Jahr trat er aus gesundheitlichen Gründen zurück und starb 1836. In seiner Amtszeit erreichte Salhorgne die Überführung der Reliquien des Ordensgründers St. Vinzenz von Paul in die neue Hauptkirche der Lazaristen, Chapelle Saint-Vincent-de-Paul, Paris Rue de Sèvres 95. Unter ihm fanden auch die Marienerscheinungen der später heiliggesprochenen Ordensangehörigen Catherine Labouré statt und 1832 die ersten Prägungen der heute weltweit verbreiteten Wundertätigen Medaille. Es gelang ihm den Orden wieder zu konsolidieren und Missionare nach China und in die Levante zu entsenden, darunter der Hl. Johannes Gabriel Perboyre, den er 1835 selbst verabschiedete.